# Courcy (Marne)
Courcy é uma comuna francesa na região administrativa de Grande Leste, no departamento de Marne. Estende-se por uma área de 15,5 km². Em 2010 a comuna tinha 1 150 habitantes (densidade: 74,2 hab./km²).